# Королець рудобокий
Королець рудобокий (Poecilodryas cerviniventris) — вид горобцеподібних птахів родини тоутоваєвих (Petroicidae). Ендемік Австралії.

## Опис
Довжина птаха становить 16-18 см. Дорослі самці і самки мають однакове забарвлення, однак самці дещо більші за самок.
Голова рудобокого корольця темного кольору. з помітними білими "бровами". Навколо очей і вух темна область, горло біле. Верхня частина тіла має темно-оливково-коричневий або чорний колір. Груди світло-сірі, боки темно-руді, живіт білий. На крилах і хвості білі плями. Райдужка темно-коричнева.
Рудобокий королець дуже схожий на сіроволого корольця (деякий час рудобокий королець вважався його підвидом), однак відрізняється більшими розмірами, чіткішими "бровами", більш яскравим відтінком боків і грудей і білими кінчиками рульових пер.

## Поширення і екологія
Рудобокий королець є ендеміком Австралії. Мешкає в районах Кімберлі (Західна Австралія) і Топ-Енд (Північна Територія) до південно-західного узбережжя затоки Карпентарія в Квінсленді. цей вид птахів живе в прибережній рослинності, мангрових і тропічних лісах.

## Розмноження
Сезон розмноження рудобокого корольця триває з жовтня по березень. В кладці зазвичай два яйця довжиною 17-20 мм.

## Збереження
Це численний і поширений вид птахів. МСОП вважає його таким, що не потребує особливих заходів зі збереження. Рудобокий королець мешкає на території багатьох природоохоронних територій.